# European Rugby Challenge Cup 2020/21
Der European Rugby Challenge Cup 2020/21 war die siebte Ausgabe des European Rugby Challenge Cup, des zweitrangigen europäischen Pokalwettbewerbs im Rugby Union. Dieser Wettbewerb ist der Nachfolger des von 1996 bis 2014 existierenden European Challenge Cup. Es waren 22 Teams aus sechs Ländern beteiligt. Aufgrund der COVID-19-Pandemie, die das Ende des vorangegangenen Turniers verzögert hatte, begann diese Ausgabe erst am 11. Dezember, musste dann aber mehrere Monate lang ausgesetzt werden. Das Finale fand am 21. Mai 2021 statt, dabei setzte sich der französische Verein Montpellier Hérault Rugby durch und gewann zum zweiten Mal den Titel.

## Teilnehmer
Teilnahmeberechtigt waren folgende Teams:
- die drei Mannschaften der English Premiership zwischen dem 9. und 11. Platz
- der Meister der englischen RFU Championship
- die sechs Mannschaften der französischen Top 14 zwischen dem 9. und 14. Platz
- von der Pro14 die verbliebenen vier Mannschaften aus Italien und Wales, die sich nicht für den European Rugby Champions Cup 2020/21 qualifizieren konnten
- in der K.-o.-Phase stießen acht Teams hinzu, die aus dem European Rugby Champions Cup 2020/21 ausgeschieden waren (drei englische, zwei irische sowie je ein französisches, schottisches und walisisches)

## Einteilung und Modus
In einer ersten Vorrunde sollten die 14 Mannschaften an vier Spieltagen teilweise gegeneinander an. Um den Spielplan zu erstellen, wurden die Vereine entsprechend ihrer Platzierung in ihrer Liga in der vorangegangenen Saison in zwei Stufen eingeteilt. Alle Mannschaften sollten in Hin- und Rückspielen gegen zwei Mannschaften aus unterschiedlichen Ligen und Stufen antreten. Außerdem sollten ein Verein aus der Premiership und ein Verein aus der Pro14 nur gegen Top-14-Vereine aus unterschiedlichen Stufen antreten.
| Stufe   | Premiership                        | Top 14                                               | Pro14                        |
| ------- | ---------------------------------- | ---------------------------------------------------- | ---------------------------- |
| Stufe 1 | Worcester Warriors London Irish    | Castres Olympique CA Brive Aviron Bayonnais          | Benetton Rugby Treviso Zebre |
| Stufe 2 | Leicester Tigers Newcastle Falcons | Section Paloise SU Agen Stade Français (Rugby Union) | Ospreys Cardiff Blues        |

In der Gruppenphase erhielten die Teams:
- vier Punkte für einen Sieg
- zwei Punkte für ein Unentschieden
- einen Bonuspunkt bei vier oder mehr Versuchen
- einen Bonuspunkt bei einer Niederlage mit sieben oder weniger Punkten Differenz

Für das Viertelfinale qualifizierten sich die acht besten Teams, die gegen acht ausgeschiedene Teams des Champions Cup antreten sollten. Dabei sollten die vier Bestklassierten Heimrecht erhalten. Aufgrund der COVID-19-Pandemie wurde die Vorrunde am 11. Januar 2021 nach zwei Runden abgebrochen.

## Vorrunde
|     | Team                   | Spiele | Siege | Unent. | Ndlg. | Spiel- punkte | Diff. | Bonus- punkte | Tabellen- punkte |
| --- | ---------------------- | ------ | ----- | ------ | ----- | ------------- | ----- | ------------- | ---------------- |
| 1.  | London Irish           | 2      | 2     | 0      | 0     | 60:25         | + 35  | 2             | 10               |
| 2.  | Ospreys                | 2      | 2     | 0      | 0     | 77:44         | + 33  | 2             | 10               |
| 3.  | Cardiff Blues          | 2      | 2     | 0      | 0     | 61:20         | + 41  | 1             | 9                |
| 4.  | Leicester Tigers       | 2      | 2     | 0      | 0     | 67:37         | + 30  | 1             | 9                |
| 5.  | Zebre                  | 2      | 1     | 1      | 0     | 43:41         | + 2   | 0             | 6                |
| 6.  | SU Agen                | 2      | 1     | 0      | 1     | 36:34         | + 2   | 1             | 5                |
| 7.  | Benetton Rugby Treviso | 2      | 1     | 0      | 1     | 44:48         | − 4   | 1             | 5                |
| 8.  | Newcastle Falcons      | 2      | 1     | 0      | 1     | 46:50         | − 4   | 0             | 4                |
| 9.  | Section Paloise        | 2      | 1     | 0      | 1     | 41:46         | − 5   | 0             | 4                |
| 10. | Aviron Bayonnais       | 2      | 0     | 1      | 1     | 45:53         | − 8   | 0             | 2                |
| 11. | Worcester Warriors     | 2      | 0     | 0      | 2     | 49:62         | − 13  | 2             | 2                |
| 12. | CA Brive               | 2      | 0     | 0      | 2     | 33:57         | − 24  | 1             | 1                |
| 13. | Castres Olympique      | 2      | 0     | 0      | 2     | 32:65         | − 33  | 0             | 0                |
| 14. | Stade Français         | 2      | 0     | 0      | 2     | 20:72         | − 52  | 0             | 0                |

### Runde 1
| 11. Dezember 2020 18:30 MEZ | Stade Français | 20 : 44 | Benetton Rugby Treviso | Stade Jean-Bouin, Paris Zuschauer: 0 Schiedsrichter: Ben Blain (Schottland) |
| 11. Dezember 2020 18:30 MEZ | (8:25) Bericht |         |                        | Stade Jean-Bouin, Paris Zuschauer: 0 Schiedsrichter: Ben Blain (Schottland) |

| 11. Dezember 2020 19:45 WEZ | Leicester Tigers | 39 : 17 | CA Brive | Welford Road Stadium, Leicester Zuschauer: 0 Schiedsrichter: Nika Amaschukeli (Georgien) |
| 11. Dezember 2020 19:45 WEZ | (14:6) Bericht   |         |          | Welford Road Stadium, Leicester Zuschauer: 0 Schiedsrichter: Nika Amaschukeli (Georgien) |

| 11. Dezember 2020 20:00 WEZ | Newcastle Falcons | 20 : 33 | Cardiff Blues | Kingston Park, Newcastle upon Tyne Zuschauer: 0 Schiedsrichter: Ludovic Cayre (Frankreich) |
| 11. Dezember 2020 20:00 WEZ | (17:13) Bericht   |         |               | Kingston Park, Newcastle upon Tyne Zuschauer: 0 Schiedsrichter: Ludovic Cayre (Frankreich) |

| 12. Dezember 2020 14:00 MEZ | Zebre           | 25 : 25 | Aviron Bayonnais | Stadio Sergio Lanfranchi, Parma Zuschauer: 0 Schiedsrichter: Adam Jones (Wales) |
| 12. Dezember 2020 14:00 MEZ | (18:13) Bericht |         |                  | Stadio Sergio Lanfranchi, Parma Zuschauer: 0 Schiedsrichter: Adam Jones (Wales) |

| 12. Dezember 2020 15:00 MEZ | SU Agen        | 8 : 34 | London Irish | Stade Armandie, Agen Zuschauer: 0 Schiedsrichter: Chris Busby (Irland) |
| 12. Dezember 2020 15:00 MEZ | (3:19) Bericht |        |              | Stade Armandie, Agen Zuschauer: 0 Schiedsrichter: Chris Busby (Irland) |

| 12. Dezember 2020 20:00 WEZ | Ospreys        | 39 : 15 | Castres Olympique | Liberty Stadium, Swansea Zuschauer: 0 Schiedsrichter: Tom Foley (England) |
| 12. Dezember 2020 20:00 WEZ | (25:3) Bericht |         |                   | Liberty Stadium, Swansea Zuschauer: 0 Schiedsrichter: Tom Foley (England) |

| 12. Dezember 2020 21:00 MEZ | Section Paloise | 24 : 20 | Worcester Warriors | Stade du Hameau, Pau Zuschauer: 0 Schiedsrichter: Andrea Piardi (Italien) |
| 12. Dezember 2020 21:00 MEZ | (14:14) Bericht |         |                    | Stade du Hameau, Pau Zuschauer: 0 Schiedsrichter: Andrea Piardi (Italien) |

### Runde 2
| 18. Dezember 2020 18:30 MEZ | Castres Olympique | 17 : 26 | Newcastle Falcons | Stade Pierre-Fabre, Castres Zuschauer: 0 Schiedsrichter: Craig Evans (Wales) |
| 18. Dezember 2020 18:30 MEZ | (10:9) Bericht    |         |                   | Stade Pierre-Fabre, Castres Zuschauer: 0 Schiedsrichter: Craig Evans (Wales) |

| 18. Dezember 2020 21:00 MEZ | CA Brive        | 16 : 18 | Zebre | Stade Amédée-Domenech, Brive-la-Gaillarde Zuschauer: 0 Schiedsrichter: Adam Leal (England) |
| 18. Dezember 2020 21:00 MEZ | (10:12) Bericht |         |       | Stade Amédée-Domenech, Brive-la-Gaillarde Zuschauer: 0 Schiedsrichter: Adam Leal (England) |

| 19. Dezember 2020 14:00 MEZ | Benetton Rugby Treviso | 0 : 28 | SU Agen | Stadio Comunale di Monigo, Treviso Schiedsrichter: Sam Grove-White (Schottland) |
| 19. Dezember 2020 14:00 MEZ | (abgesagt)             |        |         | Stadio Comunale di Monigo, Treviso Schiedsrichter: Sam Grove-White (Schottland) |

Wegen eines positiven COVID-19-Tests im Team von Benetton wurde das Spiel abgesagt und als Forfaitsieg zugunsten von Agen gewertet.
| 19. Dezember 2020 20:00 WEZ | Worcester Warriors | 29 : 39 | Ospreys | Sixways Stadium, Worcester Zuschauer: 2000 Schiedsrichter: Nika Amaschukeli (Georgien) |
| 19. Dezember 2020 20:00 WEZ | (12:18) Bericht    |         |         | Sixways Stadium, Worcester Zuschauer: 2000 Schiedsrichter: Nika Amaschukeli (Georgien) |

| 19. Dezember 2020 21:00 MEZ | Aviron Bayonnais | 20 : 28 | Leicester Tigers | Stade Jean-Dauger, Bayonne Zuschauer: 0 Schiedsrichter: Chris Busby (Irland) |
| 19. Dezember 2020 21:00 MEZ | (13:17) Bericht  |         |                  | Stade Jean-Dauger, Bayonne Zuschauer: 0 Schiedsrichter: Chris Busby (Irland) |

| 20. Dezember 2020 17:30 WEZ | Cardiff Blues | 28 : 0 | Stade Français | Rodney Parade, Cardiff Schiedsrichter: Craig Maxwell-Keys (England) |
| 20. Dezember 2020 17:30 WEZ | (abgesagt)    |        |                | Rodney Parade, Cardiff Schiedsrichter: Craig Maxwell-Keys (England) |

Wegen eines positiven COVID-19-Tests im Team von Stade Français wurde das Spiel abgesagt und als Forfaitsieg zugunsten von Cardiff gewertet.
| 20. Dezember 2020 20:00 WEZ | London Irish     | 26 : 17 | Section Paloise | Brentford Community Stadium, London Zuschauer: 0 Schiedsrichter: Gianluca Gnecchi (Italien) |
| 20. Dezember 2020 20:00 WEZ | (21 : 7) Bericht |         |                 | Brentford Community Stadium, London Zuschauer: 0 Schiedsrichter: Gianluca Gnecchi (Italien) |

## K.-o.-Runde
Die K.o.-Phase begann mit einem Achtelfinale, das die acht bestplatzierten Mannschaften der Vorrunde und die Mannschaften auf den Plätzen 9 bis 12 der beiden Gruppen des European Rugby Champions Cup 2020/21 umfasste. Aufgrund der Verkürzung der Vorrunde wurden die Begegnungen sowohl im Achtelfinale als auch im Viertelfinale ausgelost, wobei keine Mannschaft im Achtelfinale auf eine Mannschaft aus der gleichen Liga traf. Mannschaften, die aufgrund von COVID-19-Absagen keine Punkte erhalten hatten, genossen Heimvorteil. Dies traf auf die Leicester Tigers, London Irish und die Ospreys zu.
Die Auslosung der Achtel- und Viertelfinalspiele fand am 9. März 2021 in Lausanne statt.
|  | Achtelfinale              | Achtelfinale |  |  | Viertelfinale             | Viertelfinale             |    |                  | Halbfinale       | Halbfinale |  |  | Finale | Finale |
|  |                           |              |  |  |                           |                           |    |                  |                  |            |  |  |        |        |
|  | Leicester Tigers          | 48           |  |  |                           |                           |    |                  |                  |            |  |  |        |        |
|  | Connacht Rugby            | 32           |  |  | Leicester Tigers          | 39                        |    |                  |                  |            |  |  |        |        |
|  | Ospreys                   | 24           |  |  | Newcastle Falcons         | 15                        |    |                  |                  |            |  |  |        |        |
|  | Newcastle Falcons         | 28           |  |  |                           |                           |    | Leicester Tigers | 33               |            |  |  |        |        |
|  | Newport Gwent Dragons     | 39           |  |  |                           | Ulster Rugby              | 24 |                  |                  |            |  |  |        |        |
|  | Northampton Saints        | 43           |  |  | Northampton Saints        | 27                        |    |                  |                  |            |  |  |        |        |
|  | Harlequins                | 21           |  |  | Ulster Rugby              | 35                        |    |                  |                  |            |  |  |        |        |
|  | Ulster Rugby              | 57           |  |  |                           |                           |    |                  | Leicester Tigers | 17         |  |  |        |        |
|  | Gloucester Rugby          | 16           |  |  |                           | Montpellier Hérault Rugby | 18 |                  |                  |            |  |  |        |        |
|  | Stade Rochelais           | 27           |  |  | Bath Rugby                | 26                        |    |                  |                  |            |  |  |        |        |
|  | Zebre                     | 27           |  |  | London Irish              | 13                        |    |                  |                  |            |  |  |        |        |
|  | Bath Rugby                | 35           |  |  |                           |                           |    | Bath Rugby       | 10               |            |  |  |        |        |
|  | London Irish              | 41           |  |  |                           | Montpellier Hérault Rugby | 19 |                  |                  |            |  |  |        |        |
|  | Cardiff Blues             | 35           |  |  | Montpellier Hérault Rugby | 31                        |    |                  |                  |            |  |  |        |        |
|  | Montpellier Hérault Rugby | 26           |  |  | Benetton Rugby Treviso    | 25                        |    |                  |                  |            |  |  |        |        |
|  | Glasgow Warriors          | 21           |  |  |                           |                           |    |                  |                  |            |  |  |        |        |

### Achtelfinale
| 2. April 2021 16:00 MESZ | Zebre | 27 : 35         | Bath Rugby | Stadio Sergio Lanfranchi, Parma Zuschauer: 0 Schiedsrichter: Pierre Brousset (Frankreich) |
| 2. April 2021 16:00 MESZ | Versuche: Bruno (3) 2. erh., 9. erh., 22. erh. Erhöhungen: Canna (3/3) Straftritte: Pescetto (2/3) 67., 71. | (21:14) Bericht | Versuche: Cokanasiga 14. erh. Stuart 40. erh. Obano 45. erh. Watson 61. erh. du Toit 78. erh. Erhöhungen: Spencer (5/5) | Stadio Sergio Lanfranchi, Parma Zuschauer: 0 Schiedsrichter: Pierre Brousset (Frankreich) |

| 2. April 2021 17:30 WESZ | London Irish | 41 : 35         | Cardiff Blues | Brentford Community Stadium, London Zuschauer: 0 Schiedsrichter: Nika Amaschukeli (Georgien) |
| 2. April 2021 17:30 WESZ | Versuche: Loader 30. erh. Hassell-Collins (2) 49. erh., 74. erh. Hepetema 71. erh. Rona 79. erh. Erhöhungen: Jackson (5/5) Straftritte: Jackson (2/3) 13., 39. | (13:17) Bericht | Versuche: Dacey 16. erh. Adams 20. erh. Harries 57. n.erh. L. Williams 64. erh. Erhöhungen: J. Evans (3/4) Straftritte: Evans (2/3) 27., 46. Dropgoals: Evans 77. | Brentford Community Stadium, London Zuschauer: 0 Schiedsrichter: Nika Amaschukeli (Georgien) |

| 2. April 2021 21:00 MESZ | Montpellier Hérault Rugby                                                                                              | 26 : 21        | Glasgow Warriors                                                          | GGL Stadium, Montpellier Zuschauer: 0 Schiedsrichter: Karl Dickson (England) |
| 2. April 2021 21:00 MESZ | Versuche: Guirado 38. erh. Bouthier 43. erh. Erhöhungen: Lozowski (2/2) Straftritte: Lozowski (4/6) 14., 24., 58., 71. | (13:9) Bericht | Erhöhungen: Hastings (5/5) 1., 16., 27., 55., 62. Thompson (2/2) 70., 73. | GGL Stadium, Montpellier Zuschauer: 0 Schiedsrichter: Karl Dickson (England) |

| 3. April 2021 15:00 WESZ | Ospreys | 24 : 28         | Newcastle Falcons | Liberty Stadium, Swansea Zuschauer: 0 Schiedsrichter: Ludovic Cayre (Frankreich) |
| 3. April 2021 15:00 WESZ | Versuche: K. Williams 8. erh. D. Evans 12. erh. Botha 70. erh. Erhöhungen: Price (3/3) Straftritte: Price (1/1) 56. | (14:14) Bericht | Versuche: Davison 33. erh. Strafversuch 38. Robinson 41. erh. McGuigan 64. erh. van der Walt 66. erh. Erhöhungen: Connon (3/4) | Liberty Stadium, Swansea Zuschauer: 0 Schiedsrichter: Ludovic Cayre (Frankreich) |

| 3. April 2021 16:00 MESZ | Benetton Rugby Treviso | 29 : 16         | SU Agen                                                                                | Stadio Comunale di Monigo, Treviso Zuschauer: 0 Schiedsrichter: Christophe Ridley (England) |
| 3. April 2021 16:00 MESZ | Versuche: Duvenage 20. n.erh. Ioane 45. n.erh. Brex 62. n.erh. Padovani 73. n.erh. Straftritte: Garbisi (3/3) 12., 29., 39. | (14:10) Bericht | Versuche: Hayes 1. erh. Erhöhungen: Verdu (1/1) Straftritte: Verdu (3/3) 18., 50., 55. | Stadio Comunale di Monigo, Treviso Zuschauer: 0 Schiedsrichter: Christophe Ridley (England) |

| 3. April 2021 17:30 WESZ | Newport Gwent Dragons | 39 : 43         | Northampton Saints | Rodney Parade, Newport Zuschauer: 0 Schiedsrichter: Alexandre Ruiz (Frankreich) |
| 3. April 2021 17:30 WESZ | Versuche: Hewitt (2) 11. erh., 33. n.erh. Screech 26. erh. Davies 50. erh. Brown 60. erh. Erhöhungen: Davies (4/5) Straftritte: Davies (2/2) 6., 43. | (22:10) Bericht | Versuche: Naiyaravoro (2) 36. erh., 73. erh. Sleightholme 41. erh. Mitchell 54. erh. Harrison 62. n.erh. Collins 74. erh. Erhöhungen: Grayson (5/6) Straftritte: Grayson (1/1) 24. | Rodney Parade, Newport Zuschauer: 0 Schiedsrichter: Alexandre Ruiz (Frankreich) |

| 3. April 2021 20:00 WESZ | Leicester Tigers | 48 : 32         | Connacht Rugby | Welford Road Stadium, Leicester Zuschauer: 0 Schiedsrichter: Adam Jones (Wales) |
| 3. April 2021 20:00 WESZ | Versuche: Clare (2) 11. n.erh., 65. erh. Porter 14. erh. Moroni 27. n.erh. Henri 31. erh. Wells 73. erh. Wiese 78. erh. Erhöhungen: Henry (2/4) McPhillips (3/3) Straftritte: McPhillips (1/1) 57. | (24:11) Bericht | Versuche: Marmion 6. n.erh. Masterson 43. erh. Wootton 56. erh. Boyle 71. erh. Erhöhungen: Carty (2/3) Fitzgerald (1/1) Straftritte: Carty (2/3) 23., 40.+5 | Welford Road Stadium, Leicester Zuschauer: 0 Schiedsrichter: Adam Jones (Wales) |

| 4. April 2021 20:00 WESZ | Harlequins                                                                          | 21 : 57        | Ulster Rugby | The Stoop, London Zuschauer: 0 Schiedsrichter: Romain Poite (Frankreich) |
| 4. April 2021 20:00 WESZ | Versuche: Lawday 31. erh. Kenningham 64. erh. Els 77. erh. Erhöhungen: Herron (3/3) | (7:29) Bericht | Versuche: Cooney (5/6) Madigan (2/2) Erhöhungen: McCloskey 7. erh. Herring (2) 21. erh., 55. erh. Reidy (2) 26. erh., 69. erh. Lowry 33. n.erh. Burns 59. erh. Mathewson 65. erh. Straftritte: Cooney (1/1) 12. | The Stoop, London Zuschauer: 0 Schiedsrichter: Romain Poite (Frankreich) |

### Viertelfinale
| 9. April 2021 20:00 WESZ | Bath Rugby                                                                                          | 26 : 13         | London Irish                                                 | Recreation Ground, Bath Zuschauer: 0 Schiedsrichter: Frank Murphy (Irland) |
| 9. April 2021 20:00 WESZ | Versuche: McNally 8. erh. Stuart (2) 23. erh., 31. n.erh. Mercer 67. erh. Erhöhungen: Spencer (3/4) | (19:10) Bericht | Versuche: Creevy 5. erh. Straftritte: Jackson (2/2) 40., 63. | Recreation Ground, Bath Zuschauer: 0 Schiedsrichter: Frank Murphy (Irland) |

| 9. April 2021 12:30 WESZ | Leicester Tigers | 39 : 15        | Newcastle Falcons                                                                                    | Welford Road Stadium, Leicester Zuschauer: 0 Schiedsrichter: Romain Poite (Frankreich) |
| 9. April 2021 12:30 WESZ | Versuche: Potter (2) 4. n.erh., 80. erh. Strafversuch (2) 13., 75. Moroni 46. erh. Erhöhungen: McPhillips (1/2) Ford (1/1) Straftritte: McPhillips (1/1) 17. Ford (1/1) 56. | (15:8) Bericht | Versuche: Wacokecoke 32. n.erh. Penny 48. erh. Erhöhungen: Connon (1/2) Straftritte: Connon (1/1) 9. | Welford Road Stadium, Leicester Zuschauer: 0 Schiedsrichter: Romain Poite (Frankreich) |

| 10. April 2021 20:00 WESZ | Northampton Saints | 27 : 35         | Ulster Rugby | Franklin’s Gardens, Northampton Zuschauer: 0 Schiedsrichter: Alexandre Ruiz (Frankreich) |
| 10. April 2021 20:00 WESZ | Versuche: Mitchell 4. erh. Freeman (2) 32. n.erh., 34. erh. Sleightholme 58. n.erh. Erhöhungen: Francis (2/4) Straftritte: Francis (1/1) 16. | (22:14) Bericht | Versuche: Strafversuch 11. Herring 24. erh. Moore 46. erh. Cooney 61. erh. Stockdale 72. erh. Erhöhungen: Cooney (4/4) | Franklin’s Gardens, Northampton Zuschauer: 0 Schiedsrichter: Alexandre Ruiz (Frankreich) |

| 10. April 2021 21:00 MESZ | Montpellier Hérault Rugby | 31 : 25         | Benetton Rugby Treviso                                                                                                | GGL Stadium, Montpellier Zuschauer: 0 Schiedsrichter: Karl Dickson (England) |
| 10. April 2021 21:00 MESZ | Versuche: Paillaugue (2) 11. n.erh., 54. erh. Willemse 36. erh. Erhöhungen: Paillaugue (2/3) Straftritte: Paillaugue (3/3) 4., 29., 60. Dropgoals: Bouthier (1/1) 24. | (21:15) Bericht | Versuche: Garbisi 45. erh. Erhöhungen: Garbisi (1/1) Straftritte: Garbisi (5/6) 1., 6., 14., 27., 31. Allan (1/1) 65. | GGL Stadium, Montpellier Zuschauer: 0 Schiedsrichter: Karl Dickson (England) |

### Halbfinale
| 30. April 2021 20:00 WESZ | Leicester Tigers | 33 : 24        | Ulster Rugby | Welford Road Stadium, Leicester Zuschauer: 0 Schiedsrichter: Pascal Gaüzère (Frankreich) |
| 30. April 2021 20:00 WESZ | Versuche: Wiese 44. erh. Genge 52. erh. Porter 73. erh. Erhöhungen: Ford (3/3) Straftritte: Ford (3/4) 6., 19., 49. Dropgoals: Ford (1/1) 58. | (6:17) Bericht | Versuche: Henderson 15. erh. Burns 21. erh. Timoney 67. erh. Erhöhungen: Cooney (2/2) Lowry (1/1) Straftritte: Cooney (1/1) 9. | Welford Road Stadium, Leicester Zuschauer: 0 Schiedsrichter: Pascal Gaüzère (Frankreich) |

| 1. Mai 2021 20:00 WESZ | Bath Rugby                                                                | 10 : 19         | Montpellier Hérault Rugby                                                                                            | Recreation Ground, Bath Zuschauer: 0 Schiedsrichter: Andrew Brace (Irland) |
| 1. Mai 2021 20:00 WESZ | Versuche: Dunn 2. erh. Erhöhungen: Spencer Straftritte: Spencer (1/1) 26. | (10:16) Bericht | Versuche: Camara 22. erh. Erhöhungen: Paillaugue (1/1) Straftritte: Paillaugue (3/5) 19., 31., 36. Pollard (1/1) 79. | Recreation Ground, Bath Zuschauer: 0 Schiedsrichter: Andrew Brace (Irland) |

### Finale
| 21. Mai 2021 20:00 WESZ | Leicester Tigers                                                                          | 17 : 18         | Montpellier Hérault Rugby                                                                                       | Twickenham Stadium, London Zuschauer: 10.000 Schiedsrichter: Andrew Brace (Irland) |
| 21. Mai 2021 20:00 WESZ | Versuche: Wells 32. erh. Wiese 46. erh. Erhöhungen: Ford (2/2) Straftritte: Ford (1/2) 8. | (10:10) Bericht | Versuche: Rattez 13. erh. Goosen 57. n.erh. Erhöhungen: Paillaugue (1/2) Straftritte: Paillaugue (2/3) 16., 50. | Twickenham Stadium, London Zuschauer: 10.000 Schiedsrichter: Andrew Brace (Irland) |

## Statistik
Quelle: epcrugby.com

### Meiste erzielte Versuche
|    | Name                   | Versuche | Verein           |
| -- | ---------------------- | -------- | ---------------- |
| 1. | Pierre Bruno           | 4        | Zebre            |
| 2. | Oliver Hassell-Collins | 3        | London Irish     |
| 2. | Rob Herring            | 3        | Ulster Rugby     |
| 2. | Sam Parry              | 3        | Ospreys          |
| 2. | Jasper Wiese           | 3        | Leicester Tigers |

### Meiste erzielte Punkte
|    | Name              | Punkte | Verein                    |
| -- | ----------------- | ------ | ------------------------- |
| 1. | Benoît Paillaugue | 42     | Montpellier Hérault Rugby |
| 2. | George Ford       | 40     | Leicester Tigers          |
| 3. | John Cooney       | 33     | Ulster Rugby              |
| 5. | Paolo Garbisi     | 31     | Benetton Rugby Treviso    |
| 5. | Jarrod Evans      | 31     | Cardiff Blues             |